# Bilibino
Bilibino (ryska Били́бино) är en stad i den autonoma regionen Tjuktjien i Ryssland. Bilibino ligger i Kolymaflodens avrinningsområde, där floderna Karalvejem och Bolsjoj Kepervejem flyter samman. Staden ligger drygt 600 kilometer nordväst om Anadyr. Folkmängden uppgår till strax över 5 000 invånare, vilket gör den till regionens näst största stad efter nyss nämnda Anadyr. Staden har det enda nu i drift varande kombinerade kärnkraft- och kraftvärmeverket i världen, Bilibino kärnkraftvärmeverk.

## Historia
De äldsta bosättningarna i området som hittats är från den yngre stenåldern. 
På 1920-talet hittades guld i området av den ryske geologen Jurij Bilibin. Fyndigheterna ledde till guldbrytning 1955, vilket ledde till upprättandet av staden. Den fick namn efter geologen som indirekt sett till att staden kommit till. Stadsrättigheter erhölls 1993.